# Werner Platzek
Werner Platzek (1935 – 12. Oktober 2005) war ein deutscher Theaterschauspieler und -regisseur.

## Leben
Platzek arbeitete rund 25 Jahre regelmäßig am Grenzlandtheater Aachen sowohl als Schauspieler als auch als Regisseur.
Neben seiner Tätigkeit am Theater war er auch Professor für Medienpädagogik an verschiedenen Hochschulen im In- und Ausland, u. a. als Gastprofessor in Kuba. Er war auch der Koordinator für das Projekt „Sport und Kultur“ zwischen Kuba und dem Deutschen Sportbund.
Vor allem aber war er bekannt für seine Konzepte und Regiearbeiten für nationale wie internationale Großveranstaltungen mit sportlicher Ausrichtung.
Er konzipierte und inszenierte u. a. die Eröffnungs- und Abschlussveranstaltung beim Deutschen Turnfest in Hannover, Turngalas in der Frankfurter Festhalle und die Eröffnungs- und Abschlussfeier der Universiade 1989 in Duisburg.
Der in Bochum lebende Künstler verstarb nach einer schweren Krankheit im Alter von 70 Jahren.